# Río Roche
El Roche es un río de la provincia de Cádiz, comunidad autónoma de Andalucía, en España, que discurre íntegro por el municipio de Conil de la Frontera.

## Recorrido
Nace al oeste de El Colorado y desemboca en Cabo Roche, al este de la torre homónima. Discurre por terrenos llanos sin apenas pendientes, pues recorre 7 km salvando una altitud inferior a los 50 m s. n. m.

## Entorno natural
Discurre por terrenos pliocénicos a excepción de la desembocadura, una zona de dunas cuaternarias. En su sector central atraviesa un bosque de coníferas de alto valor ecológico. Son sus afluentes el Arroyo de los Majales y el Arroyo de los Peñuelos.